# Lintjärnen (Edsele socken, Ångermanland)
Lintjärnen är en sjö i Sollefteå kommun i Ångermanland och ingår i Indalsälvens huvudavrinningsområde.